# Aristolochia impressinervia
Aristolochia impressinervia är en piprankeväxtart som beskrevs av Chou Fen g Liang. Aristolochia impressinervia ingår i släktet piprankor, och familjen piprankeväxter. Inga underarter finns listade i Catalogue of Life.